# Euscelidia cacula
Euscelidia cacula là một loài ruồi trong họ Asilidae. Euscelidia cacula được Dikow miêu tả năm 2003. Loài này phân bố ở vùng nhiệt đới châu Phi.